# 第三次西安戰鬥
西安戰鬥發生於1926年5月7日－11月27日，地點則是在中國西安。是北洋政府時期內戰之一，交戰兩方為國民聯軍及鎮嵩軍。第三次西安戰鬥由於守城的兩個將領楊虎城以及李虎臣都有虎字，又稱「二虎守长安」或「长安之围」。
5月15日鎮嵩軍佔領西三橋，西安圍城開始。9月17日，國民聯軍派孫良誠為援陝總指揮，率軍解西安圍城危機。11月28日圍城解除。

## 影响
由于刘镇华围攻西安长达数月之久，对西安城内造成极大的破坏，军民死伤惨重。